# Charipinae
Charipinae (лат.) — подсемейство мелких перепончатокрылых наездников из семейства Figitidae. Эндопаразитоиды.

## Распространение
Всесветное. 95 видов в Европе. 19 видов в Афротропике.

## Описание
Мелкие перепончатокрылые, длиной несколько миллиметров (обычно 1—2 мм). Личинки являются эндопаразитоидами личинок некоторых видов перепончатокрылых (Hymenoptera).
Гиперпаразитоиды, атакующие других паразитоидов, таких как бракониды (Aphidiinae, Braconidae) и афелиниды (Aphelinidae, Chalcidoidea) в тлях (Aphididae, Hemiptera), или энциртид (Encyrtidae, Chalcidoidea) в псиллидах (Psyllidae, Hemiptera).

## Классификация
8 современных родов и около 200 видов на всех материках.
Иногда подсемейство Charipinae рассматривали в качестве отдельного семейства Charipidae с выделением Alloxystinae.
- Alloxysta Förster, 1869 (около 150 видов)[10]
  - =Allotria
- Apocharips Fergusson, 1986
- Dilapothor Paretas-Martínez & Pujade-Villar, 2006 (1 вид)[11]
- Dilyta Förster, 1869 (около 10 видов)[12][13]
- Lobopterocharips Paretas-Martínez & Pujade-Villar in Paretas-Martínez, Melika & Pujade-Villar, 2007 (1 вид)[14]
- Lytoxysta Kieffer, 1909 (1 вид)
- Phaenoglyphis Förster, 1869 (около 30 видов)
- Thoreauana Girault, 1930

## Палеонтология
В ископаемом состоянии известны с мелового периода (таймырский янтарь)
- триба † Protocharipini Kovalev, 1994
  - род †Protocharips Kovalev, 1994
    - †Protocharips evenhuisi Kovalev, 1994[17]